# Medvedia jaskyňa
Medvedia jaskyňa je národní přírodní památka ve správě příspěvkové organizace Správa slovenských jeskyní.
Nachází se v katastrálním území obce Letanovce v okrese Spišská Nová Ves v Košickém kraji. Území bylo vyhlášeno v roce 1972 a novelizováno v roce 2001. Ochranné pásmo nebylo stanoveno.